# Mannschaftsverfolgung

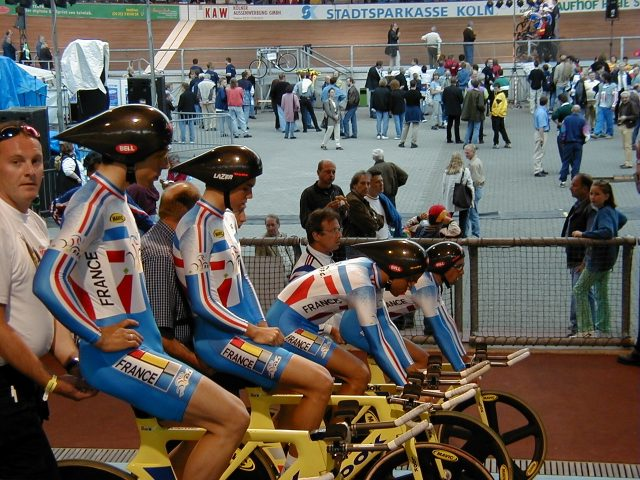
Start zu einem Vierer-Mannschaftsrennen auf der Albert-Richter-Bahn in Köln

Die Mannschaftsverfolgung ist eine Disziplin des Bahnradsports. Die vierköpfigen Teams werden auch Bahn-Vierer genannt.

## Regeln und Rennverlauf
Der Modus ist der gleiche wie bei der Einerverfolgung, es treten jedoch zwei Mannschaften zu je vier Fahrern gegeneinander an. Die Distanz beträgt 4000 Meter, die beiden Mannschaften starten an den gegenüberliegenden Geraden der Bahn an der Verfolgerlinie. Sieger ist, wer die Distanz als Erster bewältigt oder die gegnerische Mannschaft vorher einholt. Als Einholen gilt bereits die Annäherung auf einen Meter. Wenn eine Mannschaft im Begriff steht, eingeholt zu werden, darf sie keine Führungswechsel mehr vornehmen und muss im unteren Bereich der Bahn bleiben, um ein sicheres Überholen zu gewährleisten.
Kommen beide Mannschaften ins Ziel, so erfolgt die Zeitmessung beim Zieldurchgang des dritten Fahrers einer Mannschaft. Deshalb kann unter Umständen ein Fahrer pro Mannschaft im Laufe des Rennens ausscheiden. Dies kann aus Erschöpfung oder aufgrund eines technischen Defekts geschehen, wird meist jedoch als taktisches Mittel eingesetzt. Zwischenzeiten werden allerdings beim Zieldurchgang des ersten Fahrers genommen. Die Mitglieder einer Mannschaft dürfen sich nicht gegenseitig anschieben.
Turniermodus: Die Mannschaftsverfolgung findet in zwei oder drei Runden statt: Qualifikation, Zwischenrunde (offiziell: 1. Runde) und Finale.
- In der Qualifikation fahren die Mannschaften einzeln oder zu zweit auf Zeit.
- In der Zwischenrunde fährt das sechste Team der Qualifikation gegen das siebte, das fünfte gegen das achte, das zweite gegen das dritte und das erste gegen das vierte.
- Die Gewinner der letzten beiden Rennen der Zwischenrunde bestreiten das Finale um Platz eins. Die restlichen Teams qualifizieren sich entsprechend der Zeiten in der Zwischenrunde für das Finale um Platz drei.

Die Zwischenrunde ist nur bei größeren internationalen Veranstaltungen vorgeschrieben (Weltmeisterschaften, kontinentale Meisterschaften, Olympische Spiele und Nations Cup). Entfällt die Zwischenrunde, so kommen die beiden schnellsten Mannschaften der Qualifikation direkt ins Finale, die beiden nächstschnellsten bestreiten das kleine Finale um Platz drei.
Team-Mitglieder können von einer zur nächsten Runde wechseln, jedoch müssen alle teilnehmenden Fahrer zuvor angemeldet sein. Bei der Siegerehrung werden alle im Verlauf des Wettkampfs eingesetzten Fahrer ausgezeichnet.

## Entwicklung
Die Mannschaftsverfolgung ist einer der ältesten Wettbewerbe im Bahnradsport, sie wurde erstmals 1908 und regelmäßig seit 1920 bei Olympischen Spielen ausgetragen. Bei Weltmeisterschaften wurde sie erst 1962 eingeführt, zunächst für Amateure.
Für Frauen wurde die Mannschaftsverfolgung offiziell 2007 in die Regeln aufgenommen, zunächst mit drei Fahrerinnen über 3000 Meter. In dieser Form wurde sie ab 2008 bei Weltmeisterschaften und 2012 bei Olympischen Spielen durchgeführt. Nach den Weltmeisterschaften 2013 wurde das Reglement geändert, Männer und Frauen fahren nun gleichermaßen zu viert über 4000 Meter.
Anfang 2026 tritt eine leichte Regeländerung in Kraft: In der Zwischenrunde tritt das fünfte Team nicht mehr gegen das achte, sondern das sechste; dementsprechend fahren das siebt- und das achtschnellste Team gegeneinander.

## Fahrtechnik
Die Mannschaftsverfolgung gilt als „Königsdisziplin“ des Bahnradsports, weil neben der Leistungsfähigkeit jedes einzelnen Mannschaftsmitglieds die perfekte Abstimmung aufeinander von entscheidender Bedeutung ist. Bis die Führungswechsel und das Hinterradfahren auf minimalem Abstand optimal durchgeführt werden kann, ist ein erheblicher Trainingsaufwand erforderlich.
Im Gegensatz zu Rennen mit Massenstart, bei denen die Fahrer mit einem Abstand von 30 cm bis zu über einem Meter am Hinterrad des Vorausfahrenden fahren, beträgt der ideale Abstand zwischen den Fahrern eines solchen „Viererzuges“ 15–20 cm. Beim Führungswechsel macht man sich die Bahnüberhöhung geschickt zunutze: Der Führende schert in der Kurve nach rechts aus und verliert wegen der Überhöhung sehr schnell an Geschwindigkeit, die er aber fast vollständig aus der dann höheren Lageenergie wieder zurückgewinnt, indem er sofort wieder nach unten schwenkt und sich am Ende anschließt.

## Rekorde
Die Mannschaftsverfolgung gehört zu den Distanzen, auf denen der Radsport-Weltverband Weltrekorde anerkennt.
Aktueller Rekordhalter bei den Männern ist die australische Auswahl um Oliver Bleddyn, Conor Leahy, Kelland O’Brien und Sam Welsford, die in der olympischen Mannschaftsverfolgung 2024 den bis dahin von Italien gehaltenen Rekord auf 3:40,730 min verbesserten.
Bei den Frauen ist die Rekordfahrt vom 3. August 2021 in Izu, bei der das deutsche Team mit Franziska Brauße, Lisa Brennauer, Lisa Klein und Mieke Kröger 4:04,242 min fuhr, die Bestzeit der Mannschaftsverfolgung.

## Ergebnisse der Bahnradsport-Weltmeisterschaften

### Männer
Bis zum Jahr 1991 war der Weltmeisterschafts-Wettbewerb im Mannschaftsverfolgung den Amateuren vorbehalten und wurde in den Jahren der Olympischen Spiele 1976, 1980, 1984, 1988, und 1992 nicht ausgetragen. Danach wurde die Trennung zwischen Profis und Amateuren aufgehoben. Seitdem finden die Bahn-Weltmeisterschaften in der neuen „Elite“-Kategorie statt.
| Jahr | Gold                                                                                     | Silber                                                                           | Bronze                                                                                   |
| ---- | ---------------------------------------------------------------------------------------- | -------------------------------------------------------------------------------- | ---------------------------------------------------------------------------------------- |
| 1962 | Ehrenfried Rudolph, Bernd Rohr, Klaus May, Lothar Claesges                               | Bent Hansen, Preben Isaksson, Kaj E. Jensen, Kurt vid Stein                      | Arnold Belgardt, Leonid Kolumbet, Stanislaw Moskwin, Wiktor Romanow                      |
| 1963 | Arnold Belgardt, Sergei Tereschtschenkow, Stanislaw Moskwin, Wiktor Romanow              | Lothar Claesges, Klemens Großimlinghaus, Karl-Heinz Henrichs, Ernst Streng       | Deut Hansen, Preben Isaksson, Leif Larsen, Kurt vid Stein                                |
| 1964 | Lothar Claesges, Karl Link, Karl-Heinz Henrichs, Ernst Streng                            | Attilio Benfatto, Cencio Mantovani, Carlo Rancati, Franco Testa                  | Arnold Belgardt, Leonid Kolumbet, Stanislaw Moskwin, Sergei Tereschtschenkow             |
| 1965 | Stanislaw Moskwin, Sergei Tereschtschenkow, Michail Koljuschew, Leonid Wukolow           | Cipriano Chemello, Cencio Mantovani, Aroldo Spadoni, Luigi Roncaglia             | Jiří Daler, Milan Puzrla, František Řezáč, Miloš Jelínek                                 |
| 1966 | Cipriano Chemello, Antonio Castello, Luigi Roncaglia, Gino Pancini                       | Karl-Heinz Henrichs, Herbert Honz, Jürgen Kißner, Karl Link                      | Jiří Daler, Milan Puzrla, František Řezáč, Miloš Jelínek                                 |
| 1967 | Stanislaw Moskwin, Michail Koljuschew, Wiktor Bykow, Dzintars Lācis                      | Cipriano Chemello, Antonio Castello, Luigi Roncaglia, Gino Pancini               | Karl-Heinz Henrichs, Rainer Podlesch, Jürgen Kißner, Karl Link                           |
| 1968 | Cipriano Chemello, Lorenzo Bosisio, Giorgio Morbiato, Luigi Roncaglia                    | Carlos Miguel Álvarez, Juan Alves, Ernesto Contreras, Juan Alberto Merlos        | Erik Pettersson, Tomas Pettersson, Gösta Pettersson, Josef Ripfel                        |
| 1969 | Stanislaw Moskwin, Wladimir Kusnezow, Wiktor Bykow, Sergei Kuskow                        | Pietro Algeri, Giacomo Bazzan, Giorgio Morbiato, Antonio Castello                | Claude Buchon, Bernard Darmet, René Grignon, Daniel Rebillard                            |
| 1970 | Günter Haritz, Peter Vonhof, Ernst Claußmeyer, Günther Schumacher                        | Thomas Huschke, Heinz Richter, Herbert Richter, Manfred Ulbricht                 | Stanislaw Moskwin, Wladimir Kusnezow, Wiktor Bykow, Wladimir Semenez                     |
| 1971 | Pietro Algeri, Giacomo Bazzan, Giorgio Morbiato, Luciano Borgognoni                      | Thomas Huschke, Heinz Richter, Herbert Richter, Uwe Unterwalder                  | Günter Haritz, Udo Hempel, Peter Vonhof, Jürgen Colombo                                  |
| 1972 | nicht ausgetragen (Olympiajahr)                                                          | nicht ausgetragen (Olympiajahr)                                                  | nicht ausgetragen (Olympiajahr)                                                          |
| 1973 | Günther Schumacher, Peter Vonhof, Hans Lutz, Günter Haritz                               | Michael Bennett, Richard Evans, Ian Hallam, William Moore                        | Gerrie Fens, Peter Nieuwenhuis, Herman Ponsteen, Roy Schuiten                            |
| 1974 | Günther Schumacher, Peter Vonhof, Hans Lutz, Dietrich Thurau                             | Thomas Huschke, Heinz Richter, Uwe Unterwalder, Klaus-Jürgen Grünke              | Pavel Doležel, Petr Kocek, Michal Klasa, Zdeněk Dohnal                                   |
| 1975 | Günther Schumacher, Peter Vonhof, Hans Lutz, Gregor Braun                                | Wladimir Ossokin, Witali Petrakow, Wiktor Sokolow, Alexander Perow               | Norbert Dürpisch, Thomas Huschke, Uwe Unterwalder, Klaus-Jürgen Grünke                   |
| 1976 | nicht ausgetragen (Olympiajahr)                                                          | nicht ausgetragen (Olympiajahr)                                                  | nicht ausgetragen (Olympiajahr)                                                          |
| 1977 | Norbert Dürpisch, Gerald Mortag, Matthias Wiegand, Volker Winkler                        | Günther Schumacher, Peter Vonhof, Hans Lutz, Henry Rinklin                       | Robert Dill-Bundi, Daniel Gisiger, Hans Känel, Walter Baumgartner                        |
| 1978 | Uwe Unterwalder, Gerald Mortag, Matthias Wiegand, Volker Winkler                         | Wladimir Ossokin, Wassili Erlich, Witali Petrakow, Igor Pilipenko                | Robert Dill-Bundi, Urs Freuler, Hans Känel, Walter Baumgartner                           |
| 1979 | Lutz Haueisen, Gerald Mortag, Axel Grosser, Volker Winkler                               | Wiktor Manakow, Wassili Erlich, Wladimir Ossokin, Witali Petrakow                | Maurizio Bidinost, Pierangelo Bincoletto, Silvestro Milani, Sandro Callari               |
| 1980 | nicht ausgetragen (Olympiajahr)                                                          | nicht ausgetragen (Olympiajahr)                                                  | nicht ausgetragen (Olympiajahr)                                                          |
| 1981 | Detlef Macha, Bernd Dittert, Axel Grosser, Volker Winkler                                | Alexander Krasnow, Wiktor Manakow, Nikolai Kusnezow, Alexander Kulikow           | Martin Penc, Aleš Trčka, František Raboň, Jiří Pokorný                                   |
| 1982 | Konstantin Chrabzow, Alexander Krasnow, Waleri Mowtschan, Sergei Nikitenko               | Roland Günther, Gerhard Strittmatter, Axel Bokeloh, Michael Marx                 | Detlef Macha, Mario Hernig, Gerald Buder, Volker Winkler                                 |
| 1983 | Rolf Gölz, Roland Günther, Gerhard Strittmatter, Michael Marx                            | Carsten Wolf, Mario Hernig, Bernd Dittert, Hans-Joachim Pohl                     | Pavel Soukup, Aleš Trčka, František Raboň, Robert Štěrba                                 |
| 1984 | nicht ausgetragen (Olympiajahr)                                                          | nicht ausgetragen (Olympiajahr)                                                  | nicht ausgetragen (Olympiajahr)                                                          |
| 1985 | Roberto Amadio, Massimo Brunelli, Gianpaolo Grisandi, Silvio Martinello                  | Ryszard Dawidowicz, Marian Turowski, Leszek Stępniewski, Andrzej Sikorski        | Wjatscheslaw Jekimow, Alexander Krasnow, Marat Ganejew, Wassili Schpundow                |
| 1986 | Pavel Soukup, Aleš Trčka, Svatopluk Buchta, Teodor Černý                                 | Steffen Blochwitz, Dirk Meier, Bernd Dittert, Roland Hennig                      | Wjatscheslaw Jekimow, Alexander Krasnow, Wiktor Manakow, Guintautas Umaras               |
| 1987 | Wjatscheslaw Jekimow, Alexander Krasnow, Wiktor Manakow, Sergei Chmelinin                | Steffen Blochwitz, Dirk Meier, Carsten Wolf, Roland Hennig                       | Pavel Soukup, Miroslav Kundera, Svatopluk Buchta, Miroslav Junec                         |
| 1988 | nicht ausgetragen (Olympiajahr)                                                          | nicht ausgetragen (Olympiajahr)                                                  | nicht ausgetragen (Olympiajahr)                                                          |
| 1989 | Steffen Blochwitz, Carsten Wolf, Thomas Liese, Guido Fulst                               | Wjatscheslaw Jekimow, Jewgeni Bersin, Dmitri Neljubin, Michail Orlow             | Marco Villa, Giovanni Lombardi, Ivan Cerioli, David Solari                               |
| 1990 | Waleri Baturo, Jewgeni Bersin, Dmitri Neljubin, Oleksandr Hontschenkow                   | Michael Glöckner, Stefan Steinweg, Erik Weispfennig, Andreas Walzer              | Brett Aitken, Stephen McGlede, Darren Winter, Mark Kingsland                             |
| 1991 | Michael Glöckner, Stefan Steinweg, Jens Lehmann, Andreas Walzer                          | Jewgeni Bersin, Wladislaw Bobrik, Wadim Krawtschenko, Dmitri Neljubin            | Brett Aitken, Stephen McGlede, Shaun O’Brien, Stuart O’Grady                             |
| 1992 | nicht ausgetragen (Olympiajahr)                                                          | nicht ausgetragen (Olympiajahr)                                                  | nicht ausgetragen (Olympiajahr)                                                          |
| 1993 | Brett Aitken, Tim O’Shannessey, Billy-Joe Shearsby, Stuart O’Grady                       | Guido Fulst, Andreas Bach, Jens Lehmann, Torsten Schmidt, Stefan Steinweg        | Jimmi Madsen, Klaus Kynde Nielsen, Jan Bo Petersen, Lars Otto Olsen                      |
| 1994 | Guido Fulst, Andreas Bach, Jens Lehmann, Danilo Hondo                                    | Carl Sundquist, Dirk Copeland, Mariano Friedick, Adam Laurent                    | Brett Aitken, Tim O’Shannessey, Rodney McGee, Stuart O’Grady                             |
| 1995 | Bradley McGee, Tim O’Shannessey, Rodney McGee, Stuart O’Grady                            | Oleksandr Symonenko, Serhij Matwjejew, Bohdan Bondarjew, Dmytro Tolstjenkow      | Conrad Zach, Dirk Copeland, Mariano Friedick, Matt Hamon                                 |
| 1996 | Andrea Collinelli, Adler Capelli, Cristiano Citton, Mauro Trentin                        | Philippe Ermenault, Jean-Michel Monin, Francis Moreau, Cyril Bos                 | Guido Fulst, Thorsten Rund, Heiko Szonn, Danilo Hondo                                    |
| 1997 | Andrea Collinelli, Adler Capelli, Cristiano Citton, Mario Benetton                       | Oleksandr Symonenko, Serhij Matwjejew, Oleksandr Fedenko, Oleksandr Klymenko     | Philippe Ermenault, Jérôme Neuville, Carlos Da Cruz, Franck Perque                       |
| 1998 | Oleksandr Symonenko, Serhij Matwjejew, Oleksandr Fedenko, Ruslan Pidhornyj               | Guido Fulst, Robert Bartko, Daniel Becke, Christian Lademann                     | Andrea Collinelli, Adler Capelli, Cristiano Citton, Mario Benetton                       |
| 1999 | Guido Fulst, Robert Bartko, Daniel Becke, Jens Lehmann                                   | Philippe Ermenault, Jérôme Neuville, Francis Moreau, Cyril Bos                   | Eduard Grizun, Alexeï Markov, Wladislaw Borissow, Denis Smyslow                          |
| 2000 | Guido Fulst, Sebastian Siedler, Daniel Becke, Jens Lehmann                               | Paul Manning, Bradley Wiggins, Chris Newton, Jonathan Clay                       | Damien Pommereau, Jérôme Neuville, Philippe Gaumont, Cyril Bos                           |
| 2001 | Oleksandr Symonenko, Serhij Tschernjawskyj, Oleksandr Fedenko, Ljubomyr Polatajko        | Paul Manning, Bradley Wiggins, Chris Newton, Bryan Steel                         | Guido Fulst, Sebastian Siedler, Christian Bach, Jens Lehmann                             |
| 2002 | Peter Dawson, Brett Lancaster, Stephen Wooldridge, Luke Roberts                          | Guido Fulst, Sebastian Siedler, Christian Bach, Jens Lehmann                     | Paul Manning, Bradley Wiggins, Chris Newton, Bryan Steel                                 |
| 2003 | Graeme Brown, Peter Dawson, Brett Lancaster, Stephen Wooldridge                          | Rob Hayles, Paul Manning, Bryan Steel, Bradley Wiggins                           | Fabien Merciris, Jérôme Neuville, Franck Perque, Fabien Sanchez                          |
| 2004 | Peter Dawson, Ashley Hutchinson, Luke Roberts, Stephen Wooldridge                        | Rob Hayles, Paul Manning, Chris Newton, Bryan Steel                              | Carlos Castaño Panadero, Sergi Escobar, Asier Maeztu, Carlos Torrent                     |
| 2005 | Steve Cummings, Rob Hayles, Paul Manning, Chris Newton                                   | Levi Heimans, Jens Mouris, Peter Schep, Niki Terpstra                            | Matthew Goss, Ashley Hutchinson, Mark Jamieson, Stephen Wooldridge                       |
| 2006 | Peter Dawson, Matthew Goss, Mark Jamieson, Stephen Wooldridge                            | Steve Cummings, Rob Hayles, Paul Manning, Geraint Thomas                         | Wolodymyr Djudja, Roman Kononenko, Ljubomyr Polatajko, Maxym Polischtschuk               |
| 2007 | Ed Clancy, Geraint Thomas, Paul Manning, Bradley Wiggins                                 | Ljubomyr Polatajko, Maxym Polischtschuk, Witalij Popkow, Witalij Schtschedow     | Casper Jørgensen, Jens-Erik Madsen, Michael Mørkøv, Alex Rasmussen                       |
| 2008 | Ed Clancy, Geraint Thomas, Paul Manning, Bradley Wiggins                                 | Michael Færk Christensen, Casper Jørgensen, Jens-Erik Madsen, Alex Rasmussen     | Graeme Brown, Mark Jamieson, Bradley McGee, Luke Roberts                                 |
| 2009 | Casper Jørgensen, Jens-Erik Madsen, Michael Mørkøv, Alex Rasmussen                       | Jack Bobridge, Rohan Dennis, Leigh Howard, Cameron Meyer                         | Westley Gough, Peter Latham, Marc Ryan, Jesse Sergent                                    |
| 2010 | Jack Bobridge, Rohan Dennis, Michael Hepburn, Cameron Meyer                              | Steven Burke, Ed Clancy, Ben Swift, Andrew Tennant                               | Sam Bewley, Westley Gough, Peter Latham, Jesse Sergent                                   |
| 2011 | Jack Bobridge, Rohan Dennis, Luke Durbridge, Michael Hepburn                             | Iwan Kowaljow, Jewgeni Kowaljow, Alexei Markow, Alexander Serow                  | Steven Burke, Sam Harrison, Peter Kennaugh, Andrew Tennant                               |
| 2012 | Steven Burke, Ed Clancy, Peter Kennaugh, Andrew Tennant, Geraint Thomas                  | Glenn O’Shea, Jack Bobridge, Rohan Dennis, Michael Hepburn                       | Aaron Gate, Sam Bewley, Westley Gough, Marc Ryan                                         |
| 2013 | Glenn O’Shea, Alexander Edmondson, Michael Hepburn, Alexander Morgan                     | Steven Burke, Ed Clancy, Sam Harrison, Andrew Tennant                            | Lasse Norman Hansen, Casper von Folsach, Mathias Møller Nielsen, Rasmus Christian Quaade |
| 2014 | Luke Davison, Glenn O’Shea, Alexander Edmondson, Mitchell Mulhern                        | Casper von Folsach, Lasse Norman Hansen, Rasmus Christian Quaade, Alex Rasmussen | Aaron Gate, Pieter Bulling, Dylan Kennett, Marc Ryan                                     |
| 2015 | Pieter Bulling, Dylan Kennett, Alex Frame, Marc Ryan                                     | Ed Clancy, Steven Burke, Owain Doull, Andrew Tennant                             | Jack Bobridge, Alexander Edmondson, Mitchell Mulhern, Miles Scotson                      |
| 2016 | Sam Welsford, Michael Hepburn, Callum Scotson, Miles Scotson                             | Jonathan Dibben, Ed Clancy, Owain Doull, Bradley Wiggins                         | Lasse Norman Hansen, Niklas Larsen, Frederik Rodenberg, Casper von Folsach               |
| 2017 | Sam Welsford, Cameron Meyer, Alexander Porter, Nicholas Yallouris                        | Regan Gough, Pieter Bulling, Dylan Kennett, Nicholas Kergozou                    | Simone Consonni, Liam Bertazzo, Filippo Ganna, Francesco Lamon                           |
| 2018 | Ed Clancy, Kian Emadi, Ethan Hayter, Charlie Tanfield                                    | Niklas Larsen, Julius Johansen, Frederik Rodenberg, Casper von Folsach           | Simone Consonni, Liam Bertazzo, Filippo Ganna, Francesco Lamon                           |
| 2019 | Sam Welsford, Kelland O’Brien, Leigh Howard, Alexander Porter, Cameron Scott             | Ethan Hayter, Ed Clancy, Kian Emadi, Charlie Tanfield, Oliver Wood               | Niklas Larsen, Lasse Norman Hansen, Rasmus Pedersen, Casper von Folsach, Julius Johansen |
| 2020 | Lasse Norman Hansen, Julius Johansen, Frederik Rodenberg, Rasmus Pedersen                | Campbell Stewart, Corbin Strong, Aaron Gate, Jordan Kerby, Regan Gough           | Simone Consonni, Filippo Ganna, Francesco Lamon, Jonathan Milan, Michele Scartezzini     |
| 2021 | Liam Bertazzo, Simone Consonni, Filippo Ganna, Jonathan Milan, Francesco Lamon           | Thomas Boudat, Thomas Denis, Valentin Tabellion, Benjamin Thomas                 | Ethan Hayter, Ethan Vernon, Charlie Tanfield, Oliver Wood, Kian Emadi                    |
| 2022 | Ethan Hayter, Oliver Wood, Ethan Vernon, Daniel Bigham                                   | Simone Consonni, Filippo Ganna, Jonathan Milan, Manlio Moro, Francesco Lamon     | Tobias Hansen, Carl-Frederik Bévort, Lasse Norman Hansen, Rasmus Pedersen                |
| 2023 | Niklas Larsen, Carl-Frederik Bévort, Lasse Norman Leth, Rasmus Pedersen, Frederik Madsen | Filippo Ganna, Francesco Lamon, Jonathan Milan, Manlio Moro, Simone Consonni     | Aaron Gate, Campbell Stewart, Thomas Sexton, Nick Kergozou                               |
| 2024 | Niklas Larsen, Carl-Frederik Bévort, Tobias Hansen, Rasmus Pedersen, Frederik Madsen     | Ethan Hayter, Josh Charlton, Charlie Tanfield, Oliver Wood, Rhys Britton         | Tim Torn Teutenberg, Benjamin Boos, Ben Felix Jochum, Bruno Keßler, Felix Groß           |

### Frauen
| Jahr | Gold                                                                               | Silber                                                                               | Bronze                                                                                   |
| ---- | ---------------------------------------------------------------------------------- | ------------------------------------------------------------------------------------ | ---------------------------------------------------------------------------------------- |
| 2008 | Wendy Houvenaghel, Rebecca Romero, Joanna Rowsell                                  | Switlana Haljuk, Lessja Kalytowska, Ljubow Schulika                                  | Charlotte Becker, Verena Jooß, Alexandra Sontheimer                                      |
| 2009 | Elizabeth Armitstead, Wendy Houvenaghel, Joanna Rowsell                            | Lauren Ellis, Jaime Nielsen, Alison Shanks                                           | Ashlee Ankudinoff, Sarah Kent, Josephine Tomic                                           |
| 2010 | Ashlee Ankudinoff, Sarah Kent, Josephine Tomic                                     | Elizabeth Armitstead, Wendy Houvenaghel, Joanna Rowsell                              | Rushlee Buchanan, Lauren Ellis, Alison Shanks                                            |
| 2011 | Wendy Houvenaghel, Danielle King, Laura Trott                                      | Dotsie Bausch, Sarah Hammer, Jennie Reed                                             | Kaytee Boyd, Jaime Nielsen, Alison Shanks                                                |
| 2012 | Joanna Rowsell, Danielle King, Laura Trott                                         | Annette Edmondson, Josephine Tomic, Melissa Hoskins                                  | Jasmin Glaesser, Tara Whitten, Gillian Carleton                                          |
| 2013 | Danielle King, Laura Trott, Elinor Barker                                          | Annette Edmondson, Melissa Hoskins, Ashlee Ankudinoff, Amy Cure                      | Laura Brown, Jasmin Glaesser, Gillian Carleton                                           |
| 2014 | Joanna Rowsell, Laura Trott, Elinor Barker, Katie Archibald                        | Laura Brown, Jasmin Glaesser, Allison Beveridge, Stephanie Roorda                    | Annette Edmondson, Melissa Hoskins, Amy Cure, Isabella King                              |
| 2015 | Annette Edmondson, Ashlee Ankudinoff, Amy Cure, Melissa Hoskins                    | Katie Archibald, Laura Trott, Elinor Barker, Joanna Rowsell                          | Allison Beveridge, Jasmin Glaesser, Kirsti Lay, Stephanie Roorda                         |
| 2016 | Sarah Hammer, Kelly Catlin, Chloe Dygert, Jennifer Valente                         | Allison Beveridge, Jasmin Glaesser, Kirsti Lay, Georgia Simmerling                   | Laura Trott, Elinor Barker, Ciara Horne, Joanna Rowsell-Shand                            |
| 2017 | Kelly Catlin, Chloe Dygert, Kimberly Geist, Jennifer Valente                       | Amy Cure, Ashlee Ankudinoff, Alexandra Manly, Rebecca Wiasak                         | Racquel Sheath, Rushlee Buchanan, Kirstie James, Jaime Nielsen                           |
| 2018 | Kelly Catlin, Chloe Dygert, Kimberly Geist, Jennifer Valente                       | Katie Archibald, Elinor Barker, Laura Kenny, Emily Nelson, Eleanor Dickinson         | Elisa Balsamo, Letizia Paternoster, Silvia Valsecchi, Tatiana Guderzo, Simona Frapporti  |
| 2019 | Annette Edmondson, Ashlee Ankudinoff, Georgia Baker, Amy Cure, Alexandra Manly     | Laura Kenny, Katie Archibald, Elinor Barker, Eleanor Dickinson                       | Michaela Drummond, Bryony Botha, Holly Edmondston, Kirstie James, Rushlee Buchanan       |
| 2020 | Jennifer Valente, Chloé Dygert, Emma White, Lily Williams                          | Elinor Barker, Katie Archibald, Eleanor Dickinson, Neah Evans, Laura Kenny           | Franziska Brauße, Lisa Brennauer, Lisa Klein, Gudrun Stock                               |
| 2021 | Franziska Brauße, Lisa Brennauer, Mieke Kröger, Laura Süßemilch                    | Elisa Balsamo, Martina Alzini, Chiara Consonni, Martina Fidanza, Letizia Paternoster | Katie Archibald, Megan Barker, Neah Evans, Josie Knight                                  |
| 2022 | Elisa Balsamo, Chiara Consonni, Martina Fidanza, Vittoria Guazzini, Martina Alzini | Neah Evans, Katie Archibald, Josie Knight, Anna Morris, Megan Barker                 | Marion Borras, Clara Copponi, Valentine Fortin, Victoire Berteau                         |
| 2023 | Katie Archibald, Elinor Barker, Josie Knight, Anna Morris, Megan Barker            | Michaela Drummond, Ally Wollaston, Emily Shearman, Bryony Botha                      | Marion Borras, Valentine Fortin, Clara Copponi, Marie Le Net, Victoire Berteau           |
| 2024 | Katie Archibald, Megan Barker, Josie Knight, Anna Morris, Jessica Roberts          | Franziska Brauße, Lisa Klein, Mieke Kröger, Lena Charlotte Reißner, Laura Süßemilch  | Martina Fidanza, Chiara Consonni, Martina Alzini, Vittoria Guazzini, Letizia Paternoster |